# Torre de la Font Bona

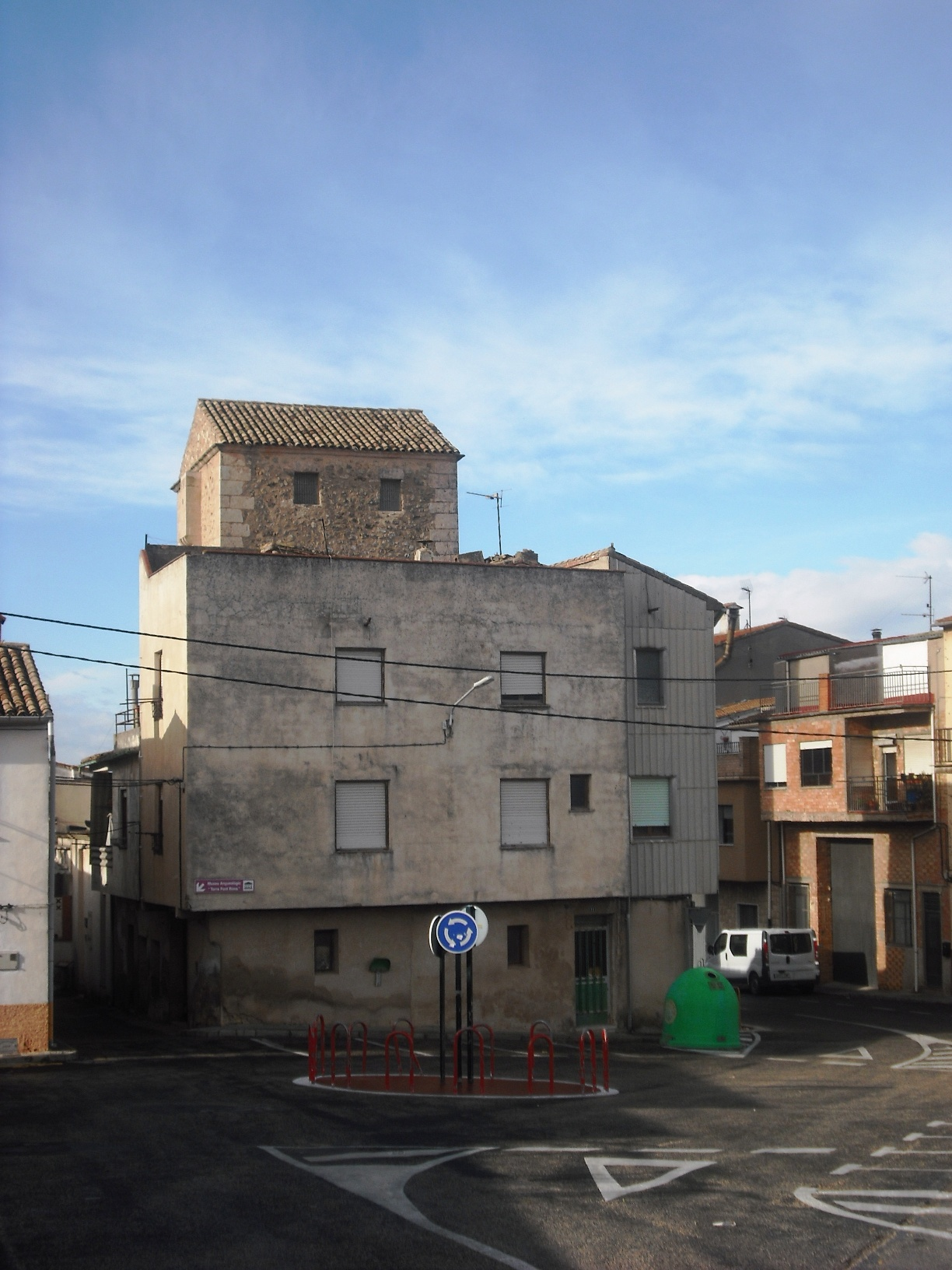
Torre de la Font Bona (im Hintergrund)

Der Torre de la Font Bona ist ein Wahrzeichen der Stadt Banyeres de Mariola im Norden der Provinz Alicante. Die Wehrturmanlage ist Bestandteil des Stadtwappens.
Der Wehrturm wurde im 16. Jahrhundert erbaut um die Straßen und Zugänge zur Stadt zu kontrollieren. Er ist Bestandteil der historischen Almohaden Festung Castillo de Banyeres aus dem 12. Jahrhundert, die auf dem Berg Cerro del Águila in der geographischen Mitte von Banyeres de Mariola in einer Höhe von rund 830 Metern liegt.
Der quadratische Wehrturm mit vier Etagen ist mit maurischen Fliesen verziert. 1991 wurde er komplett restauriert und als Kulturdenkmal in die Liste Bien de Interés Cultural aufgenommen.
1997 bis 1999 beherbergte die Wehranlage das Papiermuseum Museo Valenciano del Papel. Heute befindet sich dort das Museo Arqueológico Municipal (valencianisch Museu Arqueològic Municipal).